# Examnes mindanaonis
Examnes mindanaonis là một loài bọ cánh cứng trong họ Cerambycidae.